# Against (Sepultura)
Against is het zevende album van de Braziliaanse metalband Sepultura. Het album is uitgebracht in 1998. Dit was het eerste album van de band zonder Max Cavalera, die in 1996 de band verliet na een ruzie met de andere bandleden, om daarna Soulfly op te richten. Dit is dus het eerste album met Derrick Green als zanger. Dit album zet een deel van de percussie-elementen door, maar deze zijn lang niet zo aanwezig meer als op  Roots.
Against kreeg een flinke terugslag te verwerken van de fans. Veel fans weigerde het überhaupt te kopen omdat Cavalera de band had verlaten, en de fans die het album wel meteen kochten kon zich grotendeels niet vinden in het geluid van Against, wat zich meer in alternatieve metal bevindt.

## Tracks
1. "Against"
2. "Choke"
3. "Rumors"
4. "Old Earth"
5. "Floaters in Mud"
6. "Boycott"
7. "Tribus"
8. "Common Bonds"
9. "F.O.E."
10. "Reza"
11. "Unconscious"
12. "Kamaitachi"
13. "Drowned Out"
14. "Hatred Aside"
15. "T3RCERMillennium"

## Bezetting van de band tijdens opname
- Derrick Green
- Igor Cavalera
- Andreas Kisser
- Paulo Jr.